# Świńcz
Świńcz (do 31 grudnia 2002 Świncz, niem. Schwintsch) – osada w Polsce położona w województwie pomorskim, w powiecie gdańskim, w gminie Pruszcz Gdański.
Miejscowość przy drodze wojewódzkiej nr 226, komunikację zapewniają autobusy linii 51, 418, 859 do Gdańska oraz 842 do Pruszcza Gdańskiego.
Przed 1975 miejscowość administracyjnie należała do utworzonego w 1945 województwa gdańskiego. Po roku 1975 przynależność ta nie uległa zmianie aż do roku 1998.
Osada stanowi sołectwo gminy Pruszcz Gdański.

## Historia
W roku 1400 miejscowość wymieniono w źródłach jako Swintz. W kolejnych latach miejscowość występowała jako Schwintsch, Schwintz, Schwint oraz Swintcz. W 1454 na mocy przywileju królewskiego wieś weszła w skład patrymonium miejskiego Gdańska. Ostatnim właścicielem majątku był Eduard Hoene.
W miejscowości istniały niegdyś karczma i szkoła, a od 1938 także placówka pocztowa. Znajdowała się tu również kopalnia bursztynu. W 1943 władze niemieckie wprowadziły dla miejscowości nazwę Schwint. 1 stycznia 2003 nastąpiła zmiana nazwy z Świncz na Świńcz.
Znajdujący się niegdyś we wsi dwór z rozległymi piwnicami uległ spaleniu w I dekadzie XXI wieku. Zachował się park podworski z zaniedbanym cmentarzem ewangelickim i nagrobkami dawnych właścicieli oraz brama wjazdowa do dawnego założenia dworskiego.